# ماهیناهینا (هاوایی)
ماهیناهینا (به انگلیسی: Mahinahina) یک منطقهٔ مسکونی در ایالات متحده آمریکا است که در شهرستان ماویی، هاوایی واقع شده‌است. ماهیناهینا ۸۸۰ نفر جمعیت دارد و ۲۲۳٫۱۲ متر بالاتر از سطح دریا واقع شده‌است.